# Parafia Matki Bożej Pocieszenia w Wyszynach
Parafia Matki Bożej Pocieszenia w Wyszynach jest jedną z 10 parafii leżącą w granicach dekanatu chodzieskiego. Erygowana w 1931 roku.

## Dokumenty
Księgi metrykalne: 
- ochrzczonych od 1945 roku
- małżeństw od 1945 roku
- zmarłych od 1945 roku